# 阿羅史密斯山
76°46′S 162°18′E / 76.767°S 162.300°E
阿羅史密斯山（Mount Arrowsmith），是南極洲的山峰，位於維多利亞地的斯科特海岸，處於珀瑟維倫斯山附近，在1957年由英聯邦探險隊繪入地圖，現時由南極條約體系管理。